# SMS Zähringen
El SMS Zähringen fue el tercer buque de la clase de acorazados pre-dreadnought Wittelsbach de la Armada Imperial Alemana. Su epónimo es la Casa de Zähringen, influyente familia de la nobleza alemana. Debido a su larga estadia, llegó a portar seis pabellones diferentes de tres armadas alemanas, la Kaiserliche Marine, la Reichsmarine y la Kriegsmarine.

## Construcción
Fue puesto en grada en noviembre de 1899 en los astilleros Friedrich Krupp Germaniawerft de Kiel, botado el 12 de junio de 1901 y dado de alta el 25 de octubre de 1902 en la Marina Imperial alemana. Sus gemelos fueron Wittelsbach, Wettin, Schwaben y Mecklenburg. 

## Historial de servicio

### En laKaiserliche Marine
Aunque estaban anticuados debido a la aparición de los acorazados tipo dreadnought en 1906, los cinco buques de la clase participaron en acciones de guerra durante los primeros años de la Primera Guerra Mundial, aunque todos fueron desactivados en 1916.
El SMS Zähringen estuvo en servicio con la Flota de Alta Mar de la Marina Imperial desde su puesta en activo hasta el 20 de septiembre de 1910, cuando según iban entrando los modernos acorazados tipo dreadnought fue dado de baja y asignado a la flota de reserva del mar Báltico. En mayo de 1912, de nuevo asignado, fue transferido a Kiel y dado de alta el 14 de agosto de ese mismo año. El 4 de septiembre de 1912, abordó y hundió accidentalmente al buque torpedero G 171 durante unas maniobras, siendo de nuevo dado de baja, para volver al servicio activo con la rotura de las hostilidades de la Primera Guerra Mundial el 1 de agosto de 1914, siendo destinado a la IV escuadra de combate junto con sus gemelos. Operó al principio en el mar Báltico, desde diciembre de 1914 hasta julio de 1915 en el Mar del Norte y posteriormente, de nuevo en el Báltico. En noviembre de 1915 fue transferido a Kiel, donde sirvió como buque objetivo para las tripulaciones de buques torpederos. Su conversión en buque de entrenamiento de cadetes comenzó en julio de 1918, pero fue detenida en noviembre al finalizar la guerra. El 13 de diciembre volvió a ser dado de baja.

### ReichsmarineyKriegsmarine
Demasiado anticuado para ser reclamado como botín de guerra por las potencias ganadoras de la guerra, el Zähringen fue eliminado de las listas de la armada el 11 de marzo de 1920, sirviendo como simple pontón hasta 1926. La Reichsmarine lo modificó entre 1927 y 1928 para usarlo como buque objetivo guiado por radiocontrol. Casi todas las superestructuras, todos los cañones y los motores fueron retirados, solo el puente de mando y una chimenea permanecieron. Se colocaron 1700 t de corcho en el casco para ayudarlo a permanecer a flote. La reducción de peso al retirar todos estos elementos hicieron que su desplazamiento bajara hasta las 11 800 t y su calado se redujera hasta los 7,90 m. Se le dotó de una única máquina automática a vapor de triple expansión de combustible líquido con dos hélices, con lo que su velocidad quedó en 13,5 nudos. Cuando no era usado como objetivo, necesitaba sólo 67 tripulantes.
Desde 1928 hasta 1935 sirvió como buque objetivo para la Reichsmarine y posteriormente para la Kriegsmarine.

### Destino
El 18 de diciembre de 1944, el viejo buque fue impactado por bombas durante un raid aéreo sobre Gotenhafen (actual Gdynia) y se hundió en aguas someras. Fue reflotado temporalmente y remolcado hasta la entrada del puerto, donde fue echado a pique para bloquear la entrada el 26 de marzo de 1945. El pecio fue reflotado y desguazado entre 1949 y 1950.